# Calma (tengwar)
Calma es la tercera letra del sistema de escritura que inventó J. R. R. Tolkien en sus obras como El Señor de los Anillos conocido como Tengwar. Tiene su tallo(telco) alzado y un solo arco (lúva)(abierto y al revés)
En el Alfabeto Fonético Internacional es la Oclusiva palatal sorda, que en castellano es "Ch"
En quenya significa "lámpara"
| Predecesor: Parma | Calma | Sucesor: Quesse |
| ----------------- | ----- | --------------- |

- Datos: Q30919190